# Acianthera denticulata
Acianthera denticulata é uma espécie de orquídea nativa de Cuba.